# Woytkowskia
Woytkowskia is een kevergeslacht uit de familie van de boktorren (Cerambycidae). De wetenschappelijke naam van het geslacht werd voor het eerst geldig gepubliceerd in 1966 door Lane.

## Soorten
Woytkowskia omvat de volgende soorten:
- Woytkowskia gruberi Martins & Galileo, 1992
- Woytkowskia scorpiona Lane, 1966
- Woytkowskia travassosi Lane, 1971